# 單絲夢角鮟鱇
單絲夢角鮟鱇，為輻鰭魚綱鮟鱇目棘茄魚亞目夢角鮟鱇科的一種魚類。分布於西南太平洋的紐西蘭及塔斯馬尼亞島海域，屬深海魚類，棲息深度960-1132公尺，生活習性不明，不具任何經濟價值。

## 扩展阅读
維基物種上的相關：單絲夢角鮟鱇